# Färgrymd

En tredimensionell RGB-kub med kartesiska koordinater för rött, grönt och blått.

Färgrymd avser en geometrisk representation av färger som koordinater i en rymd. Även ordet färgkropp används med motsvarande betydelse.
Ett vanligt användningsområde för färgrymder är i färgsystem, med syftet att standardisera färger för att så exakt som möjligt kunna ange en specifik färg. Till exempel används sådana färgsystem, som bygger på olika färgrymder, för att ange vilka färger som ska visas på en datorskärm eller tryckas i en tidning och för att få rätt färgblandning när ett hus ska målas.
Spektrumet för synligt ljus skulle kunna sägas vara en endimensionell färgrymd där våglängden är koordinaten för en specifik färg. Monokromatiskt ljus är dock ett specialfall, och normalt är det en blandning av våglängder som får oss att se varje enskild färg. För att entydigt beskriva en färg behövs en färgrymd som specificerar minst tre egenskaper, och beroende på vilka av färgens egenskaper man väljer att utgå ifrån kan man konstruera ett antal olika färgrymder, med olika enheter och koordinatsystem. Exempelvis kan man utgå från den strålning som behövs för att åstadkomma färgen, eller från färgens utseende oavsett strålning eller andra fysiska egenskaper.
Några exempel på färgrymder:
CIELABBygger på strålningsmätning vägd mot det mänskliga synsinnets  sätt att uppfatta färger. Tre dimensioner, formad som en kub med kartesiska koordinater för L*, a* och b*
NCSBygger på den enskilda färgens utseende, oavsett strålningsinnehåll, pigment eller andra stimuli. Tre dimensioner, formad som en dubbelkon.
sRGBBygger på hur färgen åstadkoms på bildskärm genom blandning av strålning med tre primärfärger. Tre dimensioner, formad som en kub med kartesiska koordinater för rött, grönt och blått.
HSV (även kallat HSB och NMI)Används för att reglera utseendet hos färger visade på bildskärm. Tre dimensioner, formad som en kon där koordinaten för intensitet är kartesisk medan nyans och mättnad anges polärt (där vinkeln ger nyansen och avståndet från origo mättnaden).
Inte alla färgsystem bygger på färgrymder, och färgsystem som inte beskriver kulörernas utseende eller strålningsegenskaper i form av koordinater i flera dimensioner bör därför inte heller kallas färgrymd. Trots det är det ganska vanligt att orden används synonymt.